# Bryanne Stewart
Bryanne Stewart (* 9. Dezember 1979 in Sydney) ist eine ehemalige australische Tennisspielerin.

## Karriere
Bryanne Stewart begann im Alter von acht Jahren mit dem Tennissport. Sie bevorzugte für ihr Spiel den Hartplatz. In ihrer Profikarriere gewann sie drei Doppeltitel auf der WTA Tour sowie elf Doppeltitel bei ITF-Turnieren.
2005 erreichte sie an der Seite von Samantha Stosur das Halbfinale der Wimbledon Championships, das sie gegen Cara Black und Liezel Huber mit 0:6 und 2:6 verloren. Im selben Jahr stand sie auf Platz 16 der Doppelweltrangliste – ihr bestes Ranking.
Zudem bestritt sie im Jahr 2005 drei Doppelpartien für die australische Fed-Cup-Mannschaft (zwei Siege).
Seit ihrer Heirat mit dem australischen Tennisspieler Jaymon Crabb trägt sie den Familiennamen Stewart Crabb.

## Turniersiege

### Doppel
| Nr. | Datum            | Turnier       | Kategorie    | Belag             | Partnerin       | Finalgegnerinnen                 | Ergebnis         |
| --- | ---------------- | ------------- | ------------ | ----------------- | --------------- | -------------------------------- | ---------------- |
| 1.  | 15. Januar 2005  | Sydney        | WTA Tier II  | Hartplatz         | Samantha Stosur | Jelena Dementjewa Ai Sugiyama    | kampflos         |
| 2.  | 10. April 2005   | Amelia Island | WTA Tier II  | Sand              | Samantha Stosur | Květa Peschke Patty Schnyder     | 6:4, 6:2         |
| 3.  | 24. Februar 2007 | Memphis       | WTA Tier III | Hartplatz (Halle) | Nicole Pratt    | Jarmila Gajdošová Akiko Morigami | 7:5, 4:6, [10:5] |